# La Morra
La Morra (AFI: /ˈmorra/; A Mora, [aˈmʊra] in piemontese) è un comune italiano di 2 645 abitanti della provincia di Cuneo in Piemonte.

## Storia

### Antichità
Agli albori del II millennio, la città di Alba Pompeia iniziò a dissodare e lavorare le colline circostanti: fu allora che nacque il villaggio di Murra sulla cima del colle (Murra significa "recinto per le pecore").
Nel 1340 passò sotto il dominio della famiglia Falletti; nel 1402 si diede propri Statuti nei quali sono citati per la prima volta in zona il vitigno Nebbiolo (Nebiolium), dal quale trae origine il vino Barolo, e il Pignolo (Pignolium), ormai scomparso dal territorio lamorrese. Nel 1435 si consegnò al duca di Milano. Dopo alterne vicende sotto Francia e Spagna, nel 1631 passò ai Savoia.

### Seconda guerra mondiale
Il comune di La Morra partecipò attivamente alla lotta di Resistenza partigiana e qui si svolsero numerosi scontri che causarono numerose vittime fra i suoi cittadini, anche con fucilazioni di massa ed eccidi.

### Età contemporanea

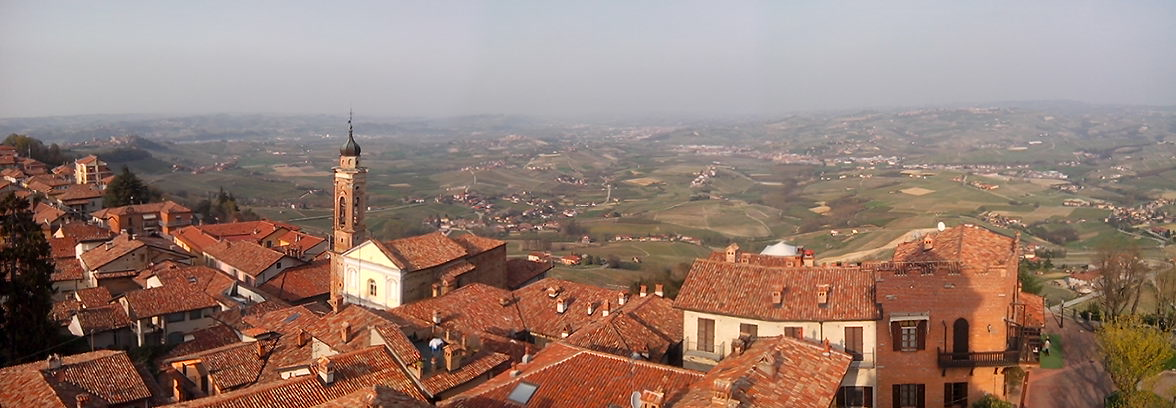
Vista panoramica sulla Morra e sulle Langhe dalla torre campanaria

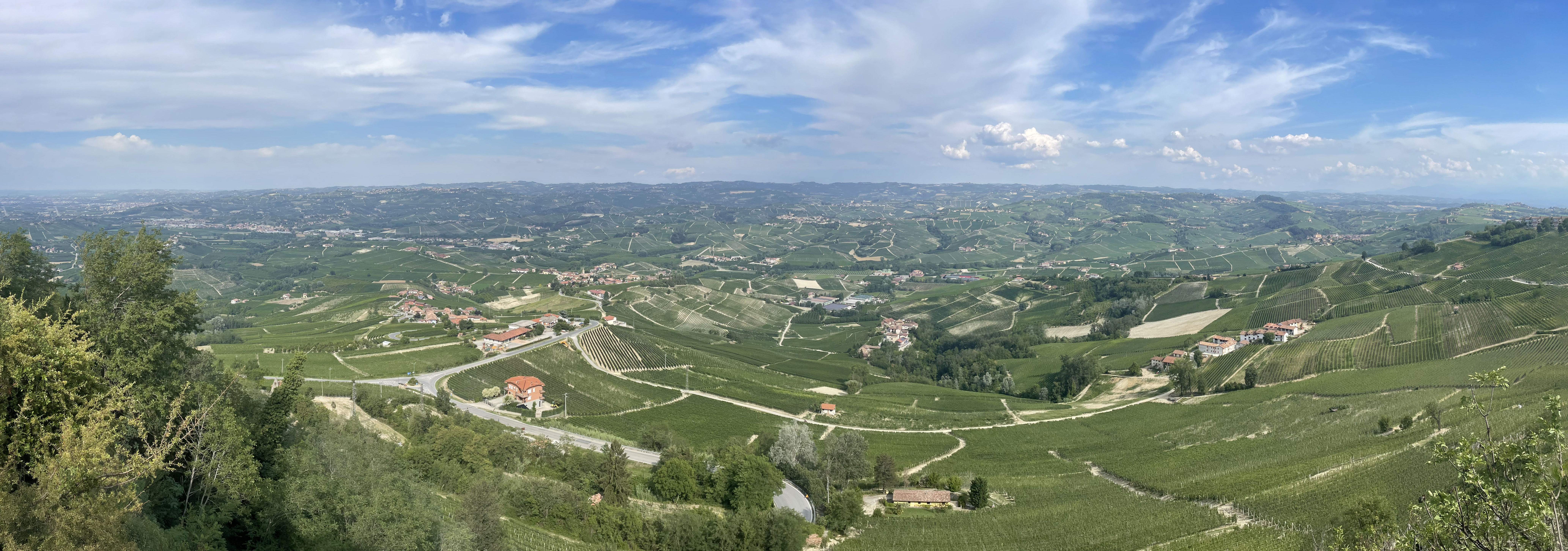
Vista panoramica dal belvedere di La Morra verso le Langhe

Oggi la Morra è diventato un paese molto attivo, grazie al vino Barolo, su cui il paese basa la propria economia ed i commerci. Negli ultimi decenni anche il turismo enogastronomico è aumentato di molto.

### Simboli
Stemma
Lo stemma storico del Comune di La Morra è stato riconosciuto con decreto del capo del governo n. 10682 del 9 agosto 1936.
(Art. 4 c. 1 dello Statuto)
Gonfalone
Il gonfalone è stato concesso con regio decreto del 31 ottobre 1941.
(Art. 4 c. 2 dell Statuto)

## Monumenti e luoghi di interesse

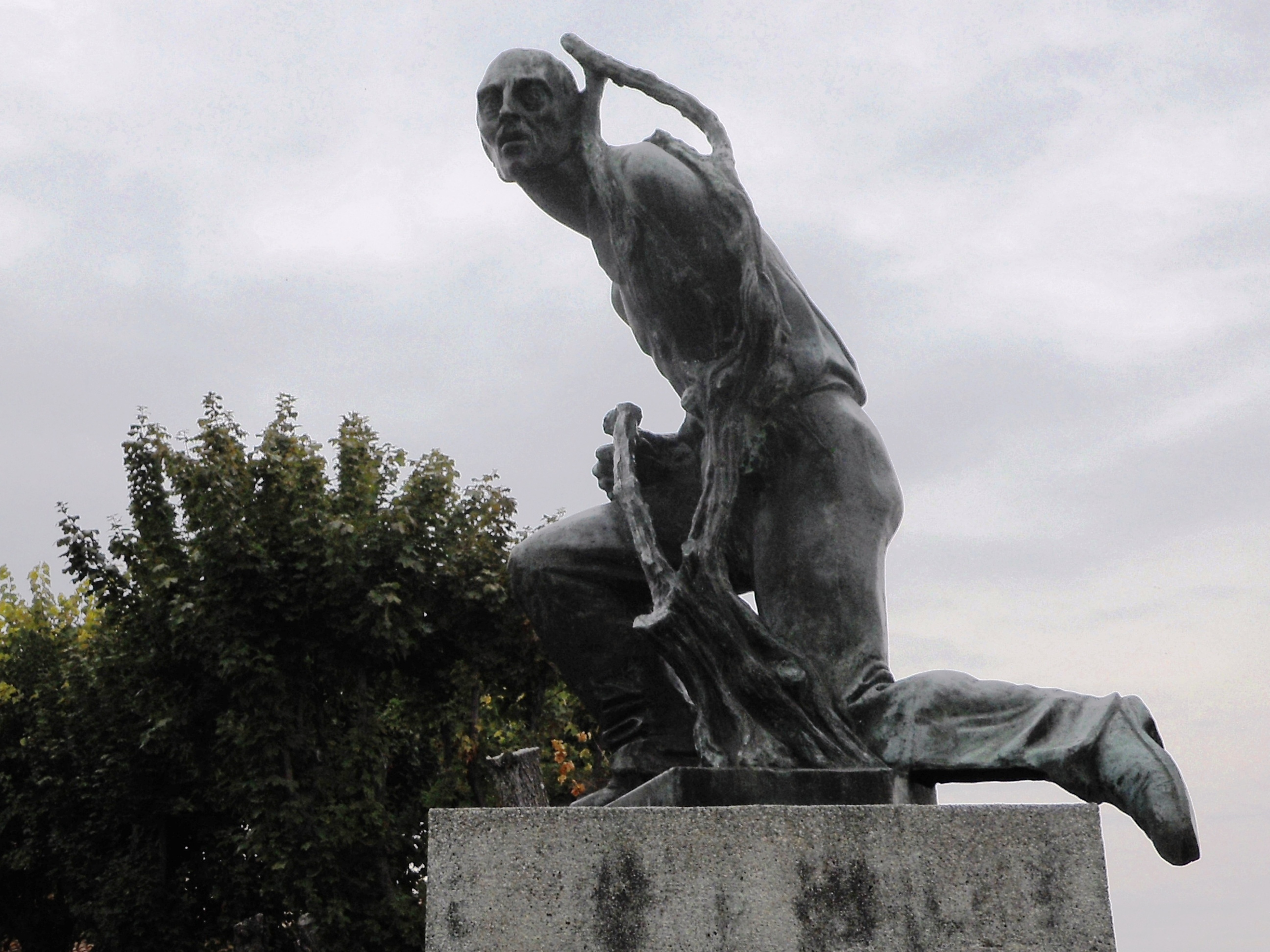
Monumento al Vignaiolo di Langa, trafugato nel 2018

La torre campanaria (1710), costruita coi resti del castello abbattuto nel 1544, si erge a pochi passi dal monumento bronzeo al Vignaiolo d'Italia (Antonio Munciguerra, 1972), trafugato nel dicembre 2018 durante lavori di rifacimento della piazza antistante ed al busto marmoreo di Giuseppe Gabetti, compositore ottocentesco della Marcia reale, il primo inno d'Italia, in piazza Castello, scolpito da Giuseppe Realini.
La piazza è chiusa da un lato dall'edificio delle scuole elementari (1914) ed offre una vista spettacolare sui paesi circostanti e sulle colline coltivate a vigneto.
Poco distante si trova la Cantina Comunale, sorta nel 1973 ad opera dei vitivinicoltori della Morra e ricavata nei locali settecenteschi del palazzo dei Marchesi di Barolo.

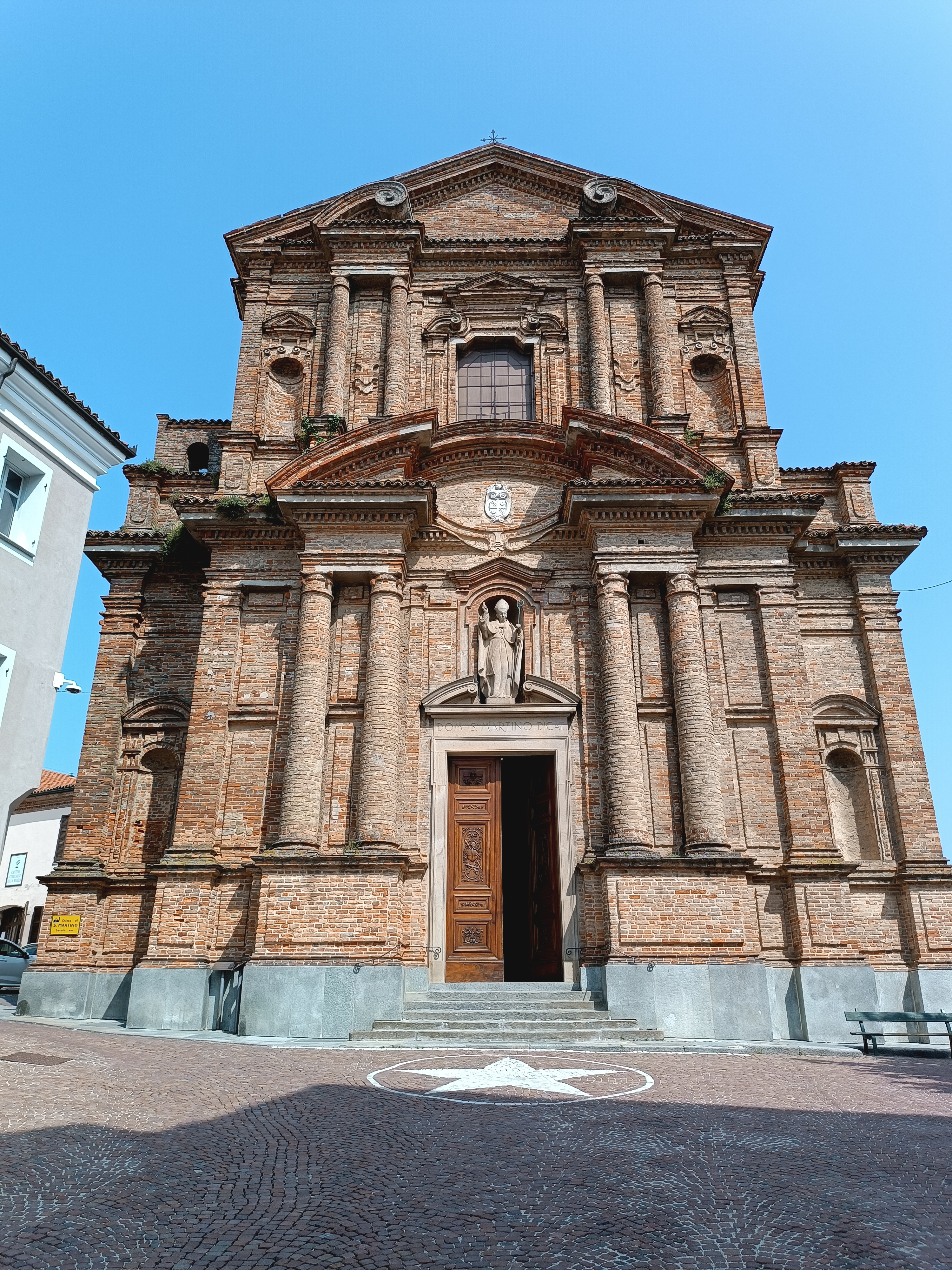
Facciata della Chiesa di S.Martino

A pochi passi si erge la parrocchiale di San Martino (Michelangelo Garove, 1699: all'interno, pregevole è la pala dell'altare maggiore rappresentante la Madonna con Bambino ed i santi Martino e Crispino (Giancarlo Aliberti, 1715). A chiudere la piazzetta con ippocastano ci pensano la chiesa della Confraternita di San Rocco (1749; pala d'altare di un anonimo pittore di Mondovì e cupola affrescata da Pietro Paolo Operti) ed il palazzo del Municipio (facciata del 1765).
A metà di via Umberto si erge la chiesa della Confraternita di San Sebastiano (1700) con l'arioso campanile in cotto (1766); in via Ospedale il palazzo dell'ex Ospedale (1829) e casa Boffa (secolo XV). 
In via XX Settembre è presente il palazzo Falletti-Cordero mentre sul lato sud del paese sono visibili i bastioni, mura di cinta medievali. 
Nelle vicinanze, la chiesetta di Santa Brigida con affreschi absidali del secolo XV. Al fondo di via Richieri sorge la cappella di Santa Lucia, con pala ottocentesca.
Nella frazione Annunziata è visitabile il complesso romanico-barocco dell'ex monastero benedettino di San Martino di Marcenasco, ora chiesa dell'Annunziata, che contiene: 
- cantina e abside del XV secolo;
- facciata di Michelangelo Garove del 1684;
- interno affrescato in varie epoche e con reperti romani;
- il "Museo Ratti dei Vini d'Alba" nelle cantine dell'ex monastero.

Nella frazione di Santa Maria, inoltre, si trova la parrocchia ottocentesca di Santa Maria in Plaustra.

## Società

### Evoluzione demografica
Abitanti censiti

### Etnie e minoranze straniere
Secondo i dati Istat al 31 dicembre 2017, i cittadini stranieri residenti alla Morra sono 414, così suddivisi per nazionalità, elencando per le presenze più significative:
1. Romania, 155
2. Repubblica di Macedonia, 67
3. Bulgaria, 54
4. Albania, 22
5. Nigeria, 21

### Istituzioni, enti e associazioni
Le associazioni presenti sul territorio: Pro La Morra, AVIS, Protezione Civile, Gruppo volontari del Soccorso, Società Operaia, Caritas, Associazione Alpini, Corale San Martino.

## Cultura

### Vini
La produzione vinicola è l'attività principale del paese.
Il vitigno più pregiato e più coltivato sulle colline lamorresi è il Nebbiolo, dal quale si ricavano il Langhe Nebbiolo e soprattutto il Barolo.
Sono coltivati anche il Dolcetto, la Barbera, il Freisa, il Favorita, il Nascetta e altri vitigni internazionali.
I vini dei 70 produttori di La Morra possono essere acquistati presso la Cantina Comunale di La Morra, che spesso organizza degustazioni a tema ed eventi enogastronomici.

### Nocciola Piemonte IGP
Nei versanti collinari meno esposti e quindi meno vocati alla viticoltura, oppure nei fondovalle, da ormai 20 anni si è molto diffusa la coltivazione della nocciola trilobata, che qui si fregia del marchio IGP.
Questo pregiato frutto si utilizza per svariate preparazioni dolciarie e di alta pasticceria.

## Amministrazione
Di seguito è presentata una tabella relativa alle amministrazioni che si sono succedute in questo comune.
| Periodo        | Periodo        | Primo cittadino     | Partito                     | Carica  | Note   |
| -------------- | -------------- | ------------------- | --------------------------- | ------- | ------ |
| 13 giugno 1985 | 26 giugno 1990 | Giovanni Bosco      | lista civica                | Sindaco | [ 12 ] |
| 26 giugno 1990 | 24 aprile 1995 | Giovanni Bosco      | lista civica                | Sindaco | [ 12 ] |
| 24 aprile 1995 | 14 giugno 1999 | Giovanni Bosco      | -                           | Sindaco | [ 12 ] |
| 14 giugno 1999 | 14 giugno 2004 | Giovanni Bosco      | lista civica                | Sindaco | [ 12 ] |
| 14 giugno 2004 | 8 giugno 2009  | Matteo Bosco        | lista civica                | Sindaco | [ 12 ] |
| 8 giugno 2009  | 26 maggio 2014 | Giovanni Bosco      | lista civica                | Sindaco | [ 12 ] |
| 26 maggio 2014 | 26 maggio 2019 | Maria Luisa Ascheri | lista civica: La Morra vive | Sindaco | [ 12 ] |
| 26 maggio 2019 | in carica      | Maria Luisa Ascheri | lista civica: La Morra vive | Sindaco | [ 12 ] |

### Gemellaggi
Sulzburg, dal 2004